# Polet Airlines
Polet Airlines o Air Company Polet (in russo: Авиакомпания Полёт) era una compagnia aerea russa basata all'Aeroporto di Voronež-Čertovickoe, nell'oblast' di Voronež, in Russia.

## Strategia
L'Air Company Polet operava il servizio del trasporto aereo cargo con la flotta composta da 8 Antonov An-124-100 ("Ruslan") e il servizio del trasporto aereo passeggeri con la flotta composta da Antonov An-2, Antonov An-24, Antonov An-30 e Saab 2000, Saab 340B.
L'Air Company Polet aveva la base tecnica all'Aeroporto di Voronež-Čertovickoe. Tutti gli aerei della compagnia aerea russa erano certificati secondo i standard dell'ICAO, sugli aerei dell'Air Company Polet erano installati i moderni sistemi TCAS-II. La compagnia aerea russa faceva parte dell'TIACA (The International Air Cargo Association). Il business del trasporto aereo passeggeri è stato iniziato dalla compagnia aerea russa il 6 agosto 2003.
Nel 2008 la Polet Airlines ha trasportato 217.900 passeggeri (+22% rispetto all'anno precedente) e ha ottenuto il certificato internazionale EASA Parte-145 che permette alla compagnia aerea russa di effettuare la manutenzione ordinaria e straordinaria degli aerei Saab 2000. Inoltre nel 2008 la compagnia aerea ha ottenuto il permesso di effettuare i voli charter internazionali con gli aerei Hawker 800B (versione VIP).
Nel luglio 2010 la Polet Airlines ha aggiunto alla flotta passeggeri due aerei Saab 340B. Con la certificazione della base tecnica all'aeroporto di Voronež-Čertovickoe per questo tipo degli aerei la compagnia aerea russa ha pianificato lanciare le nuove rotte e aumentare le frequenze dei voli sulle rotte esistenti.
Il 11 agosto 2010 il primo Saab 340B della Polet Airlines ha effettuato il volo di linea Voronež - Mosca-Domodedovo - Voronež.
Il 16 agosto 2010 gli aerei Saab 340B della Polet Airlines hanno inaugurato i voli di linea Mosca-Domodedovo - Belgorod, Mosca-Domodedovo - Lipeck, Mosca-Domodedovo - Ul'janovsk.
Nel 2010 la Polet Airlines ha trasportato 179,746 passeggeri, il 24% in più rispetto al 2009. Nel 2010 l'Air Company Polet ha trasportato con gli aerei Antonov An-124 16,931 t di merce, con gli aerei Ilyushin Il-96-400T 32,182 t di merce. In totale gli aerei cargo della compagnia aerea russa hanno trasportato più di 49,421 t di merce, il 165,5% in più rispetto al 2009.
Sospese le operazioni di volo già dal 2014, nell'aprile 2015 la licenza del trasporto della compagnia aerea è stata revocata in seguito all'avvio della procedura di bancarotta conclusasi nell'aprile 2016.

## Flotta cargo storica

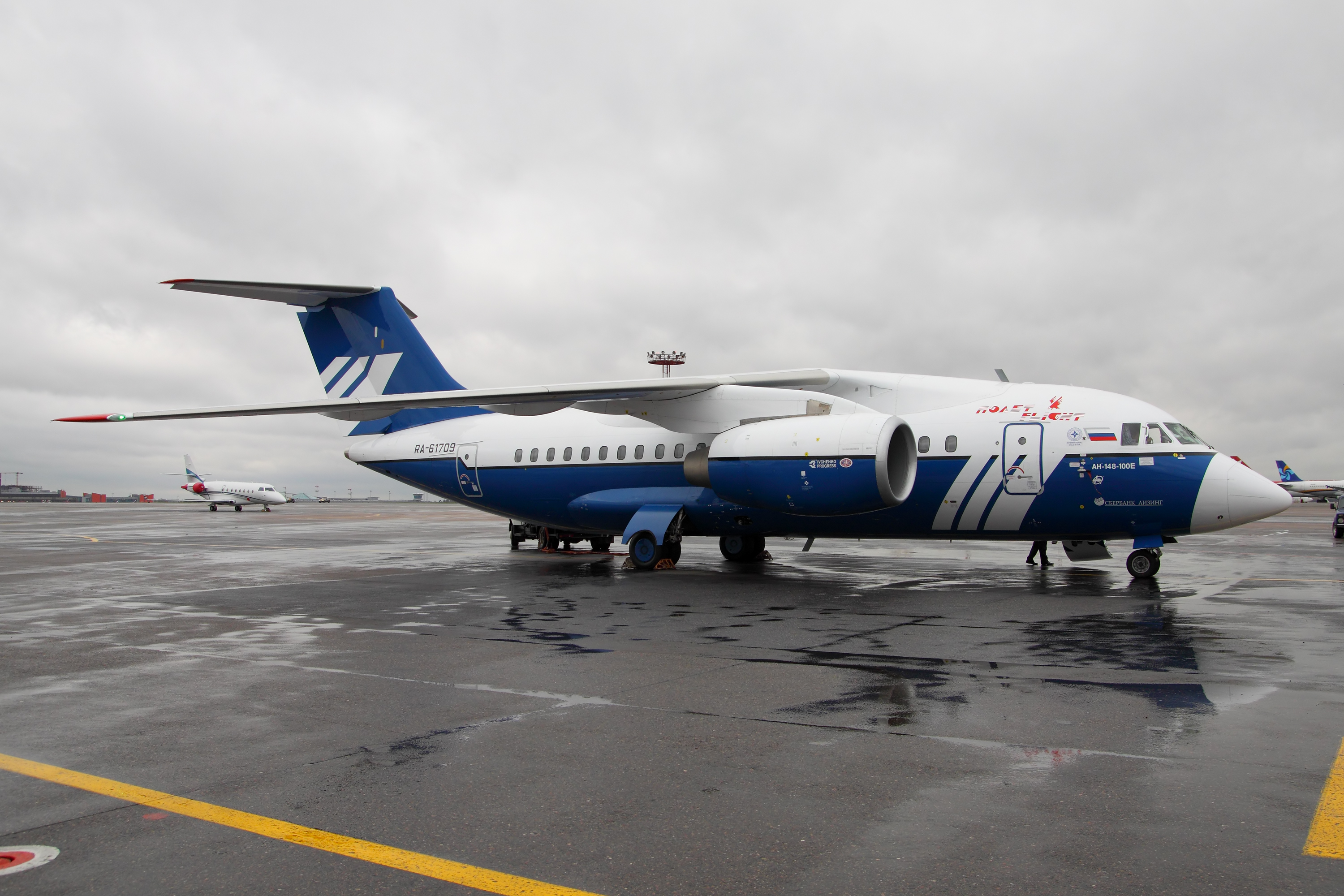
Antonov An-148-100E nella livrea della Polet Airlines all'aeroporto di Mosca-SVO.

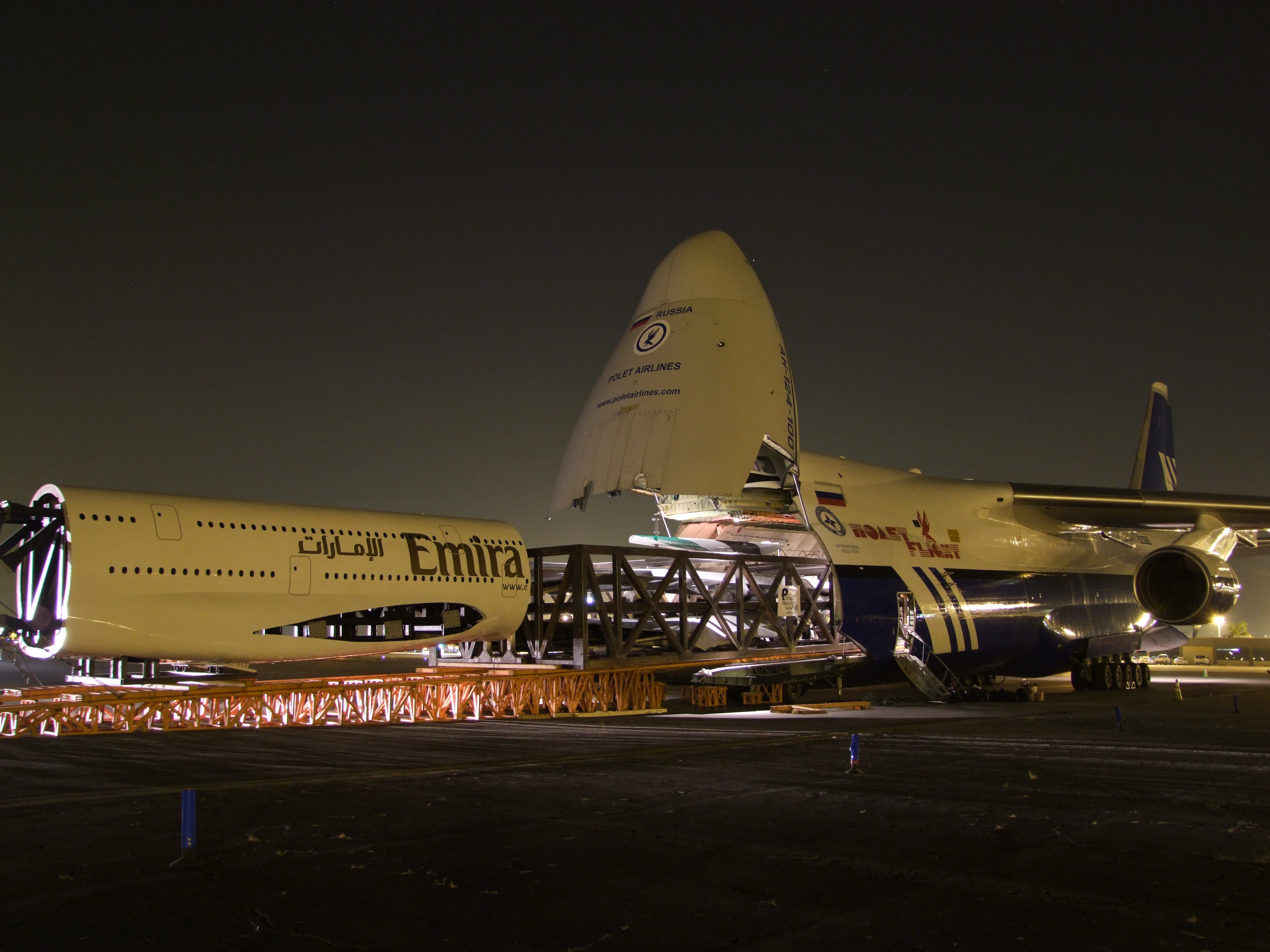
Antonov An-124 nella livrea della Air Company Polet sta imboccando Airbus A380.

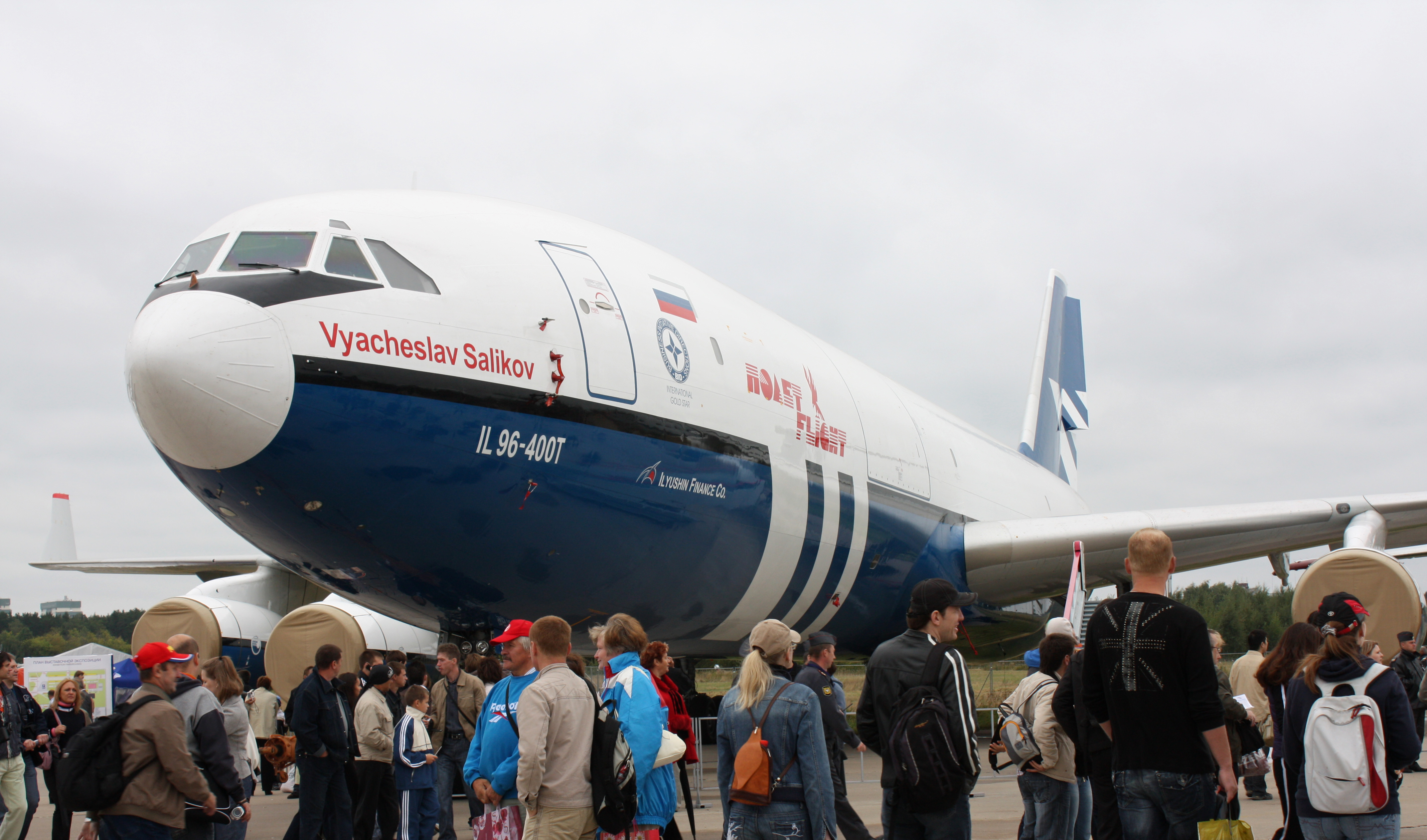
Ilyushin Il-96-400T nella livrea della Air Company Polet presentato alla MAKS Airshow 2009 a Mosca.

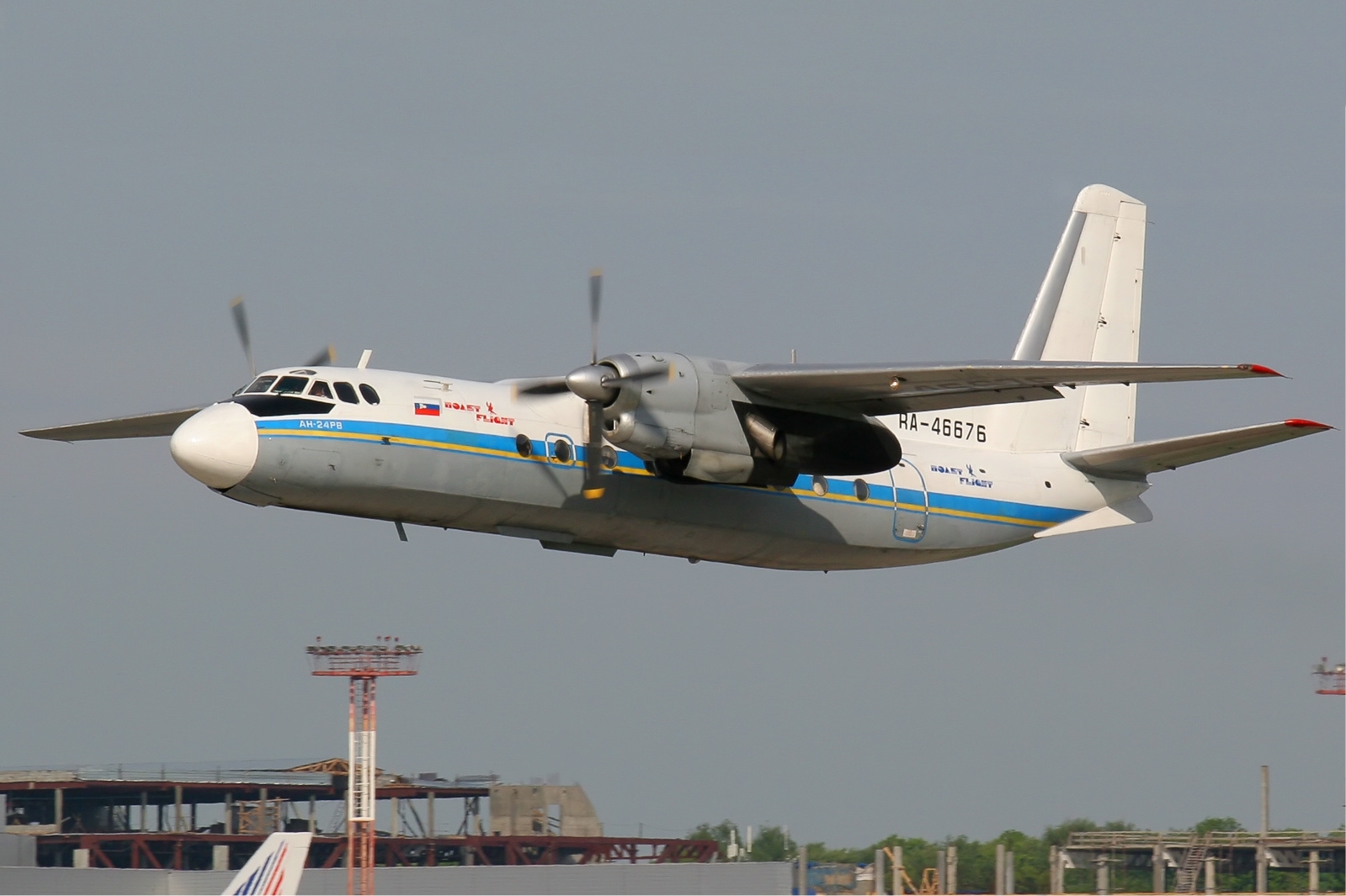
Antonov An-24RV nella livrea storica della Polet Airlines.

- Antonov An-24RV
- Antonov An-30
- Antonov An-124-100 Ruslan
- Ilyushin Il-96-400T

## Flotta passeggeri storica
Corto raggio
- Antonov An-2
- Antonov An-148-100E[7]
- Saab 340B
- Saab 2000
- Yakovlev Yak-40
- Hawker 800B

La Polet Airlines pianificava l'amplimento della flotta cargo con gli aerei: Ilyushin Il-76TD-90, Ilyushin Il-96-400T e la flotta passeggeri con gli aerei Antonov An-148-100B/-100E [l'entrata in servizio nel 2011 - 2012].